# Thomas Hovenden

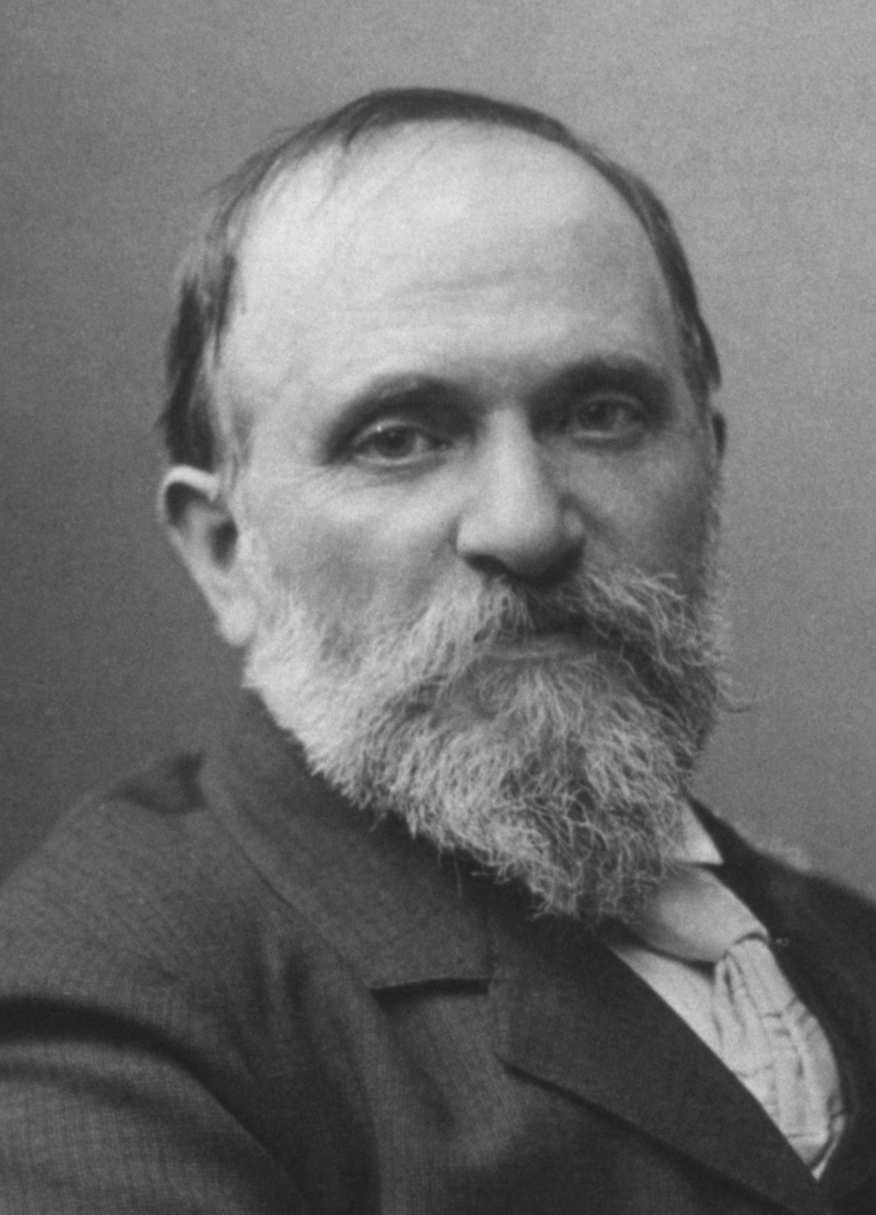
Thomas Hovenden, Foto von Clayton Stone Harris, 1895

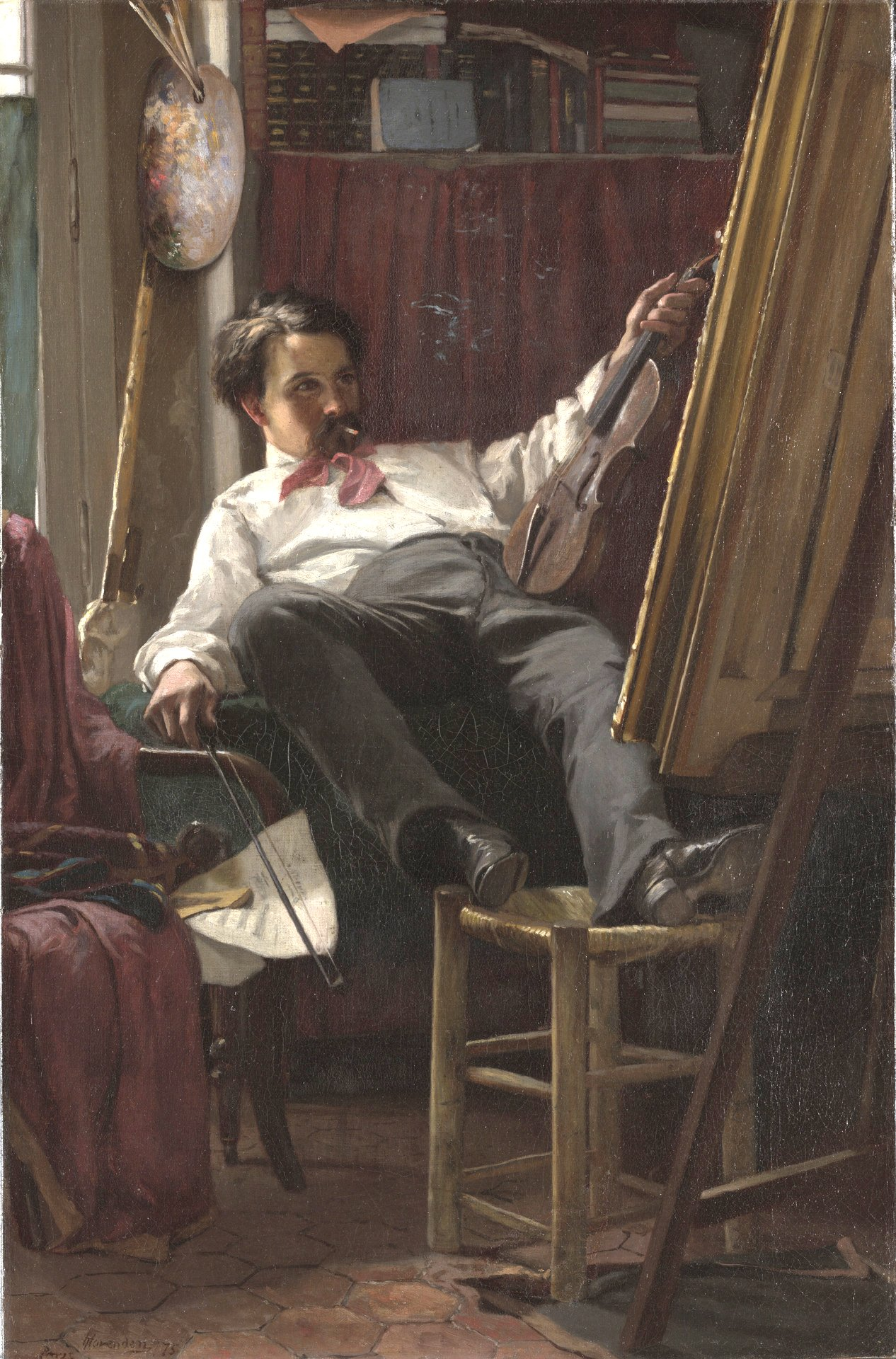
Selbstporträt, 1875

Thomas Hovenden (* 28. Dezember 1840 in Dunmany, Cork County, Irland; † 14. August 1895 in Plymouth Meeting, Montgomery County, Pennsylvania) war ein US-amerikanischer Maler irischer Herkunft.

## Leben
Hovenden verlor 1846 während der Großen Hungersnot in Irland seine Eltern. Er kam ins Waisenhaus und erlernte dort den Beruf des Schnitzers und Vergolders. Für kurze Zeit besuchte er die Government Art School von Cork.
1863 wanderte Hovenden in die USA aus und besuchte in New York die National Academy of Design (NAD). 1874 nutzte er eine Gelegenheit, um nach Europa zurückzukehren. Er ließ sich in Paris nieder und wurde bald an der École des Beaux-Arts Schüler von Alexandre Cabanel. Einige Zeit hielt sich Hovenden auch in Pont-Aven (→ Schule von Pont-Aven) auf, wo er u. a. die Bekanntschaft von Robert Wylie machte. Durch diesen lernte er wenig später die Malerin Helen Corson kennen.
1880 kehrte Hovenden zusammen mit Helen Corson in die Vereinigten Staaten zurück und heiratete diese im darauffolgenden Jahr in deren Heimatstadt Plymouth Meeting. Die Familie seiner Ehefrau war vehementer Gegner der Sklaverei und ihre Farm war eine Station der Underground Railroad. Die Scheune, in der sich Hovenden später ein Atelier einrichtete, wurde „Abolition Hall“ genannt und diente als Treffpunkt von Gegnern der Sklaverei.
Im Winter 1881/82 ließ er sich in New York nieder, da man ihn zum Mitglied (NA) der National Academy mit einem Lehrauftrag an der NAD betraut hatte. Später ging er nach Philadelphia und lehrte dort an der Pennsylvania Academy of the Fine Arts. 1893 nahm Hovenden mit großem Erfolg an der World’s Columbian Exposition (Weltausstellung) in Chicago teil.
Thomas Hovenden starb am 14. August 1895 in Plymouth Meeting und fand dort auch seine letzte Ruhestätte.

## Werke (Auswahl)
- News from the conscript. 1877.
- In hoc signo vinces. 1880.
- The last moments of John Brown. 1882/84.
- Breaking Home Ties. 1890.
- Jerusalem, the Golden. 1894.

## Schüler
- Alexander Stirling Calder (1870–1945)
- Robert Henri (1865–1929)